# Историја Барске надбискупије
Историја Барске надбискупије обухвата старију и новију историју римокатоличке Барске надбискупије (лат. Archidioecesis Antibarensis), чије се сједиште налази у граду Бару, у данашњој Црној Гори.

## Од бискупије до надбискупије
Питање о тачном времену и начину уздизања римокатоличке бискупије у Бару на степен надбискупије предмет је бројних и дуготрајних расправа у домаћој и страној историографији. Разлике међу истраживачима проистичу првенствено из неслагања поводом питања о аутентичности извјесних спорних исправа, које су датиране (стварно или фиктивно) у 11. или 12. вијек.
Након стручних и темељитих дипломатичких анализа, већина савремених истраживача прихватила је став да наводна повеља која се приписује римском папи Александру II, а која је датирана 18. мартом 1067. године, представља фалсификат из 13. вијека. Насупрот томе, слична сагласност не постоји поводом друге спорне повеље, која се приписује противпапи Клименту III, а која је датирана 8. јануаром 1089. године. Иако поједини истраживачи сматрају да је ријеч о аутентичном документу, новије анализе су показале да се вјероватно ради о фалсификату, који је такође могао настати током 13. вијека, а сачуван је у веома позном препису, који потиче тек из 16. вијека.
У поменутим фалсификатима, барским надбискупима је приписивана надлежност над разним (стварним и фиктивним) бискупијама, ако што су: Дукљанска, Барска, Которска, Улцињска, Свачка, Скадарска, Дривастанска, Пулатска, Српска, Босанска и Травунска.
Насупрот томе, у историјској стварности већег дијела 11. и 12. вијека, Бар је још увијек био сједиште обичне бискупије, која је потпадала под надлежност надбискупа из оближњег Дубровника.
Већ у то вријеме постојала су и нека спорна питања око црквене јурисдикције. Тако се на пиримјер у поузданим изворима из 1078. године помиње да је тадашњи римски папа Гргур VII предлагао да барски бискуп Петар дође у Рим ради рјешавања спорних питања око надбискупске јурисдикције између Сплита и Дубровника, а тим поводом је било разматрано и питање о додјељивању палијума.
Сва та питања су у историографији повезивана првенствено са политичким успоном државе Војислављевића за вријеме владавине краљева Михаила и Бодина у другој половини 11. вијека, а претпоставке о тадашњем заснивању надбискупије проистекле су из раније поменутих фалсификата и каснијих представа, које су обликоване у позном Љетопису попа Дукљанина.
У историографији су поводом настанка Барске надбискупије разматрана и разна питања која проистичу из односа локалних римокатоличких надбискупија и бискупија према старијем хришћанском наслеђу, што се у првом реду односи на питање о претходној надлежности православне Драчке митрополије над појединим градовима и областима у српском приморју током друге половине 10. и прве половине 11. вијека.

## Озваничење
Први изричити и неспорни подаци о званичном признању Барске надбискупије од стране Рима потичу са краја 12. вијека, односно из времена владавине Вукана Немањића, који је као краљ Далмације и Дукље владао српским Приморјем. Ступивши у преговоре са римским папом Иноћентијем III, краљ Вукан је 1199. године успио да обезбиједи званичну потврду постојања Барске надбискупије, а тим поводом је исте године био одржан и знаменити црквени сабор у Бару, уз учешће папских легата. Тадашњим озваничењем Барске надбискупије постављена је основа за настанак дуготрајних спорова са сусједном Дубровачком надбискупијом.

## Спорови са Дубровником и Котором
Упорном борбом, Барска надбискупија је успјела да сачува самосталност и она ће у наредном периоду имати значајну улогу у Зети. Спор са Дубровачком надбискупије око јурисдикције окончан је тек 1252. године у корист Барске надбискупије. У вријеме Вукана Немањића, краља Дукље и Далмације и уз његову подршку, одржан је Први покрајински црквени сабор, којем су предсједавали изаасланици папе Иноћентија III, који је именовао легате за црквени сабор који је одржан код Бара 1199. године. На сабору су учествовали суфрагани барског метрополита (бискуп арбански, скадарски, пилотски, дриваски, свачки и улцињски).
Под патронатом српске краљице Јелене, жене Уроша I, од 1288. године у Барској надбискупији се шире просјачки редови: доминиканци и фрањевци. Јелени се приписује оснивање и обнова фрањевачких самостана у Котору, Бару, Улцињу и Скадру. Уз свога сина Милутина, била је доброчинитељ и бенедиктинског самостана Богородице Ратачке код Бара.
Током 13. и 14. вијека, вођено је неколико спорова између барских надбискупа и которских бискупа око надлежности над католичким жжупама у унутрашњости српских земаља.

## Под турском влашћу
Падом Бара под отоманску власт 1571. године радикално је промијењена позиција Барске надбискупије. Барски надбискуп Иван Бруно, Улцињанин, узалуд је наговарао млетачку посаду да се одупре Османлијама не би ли одбранили град. Османлије су га довеле у заробљеништво, осудили на галије и у бици код Лепанта (7. октобар 1571) лишили га живота. Већ 1579. барска Катедрала Св. Ђорђа је биле претворена у џамију. У овом периоду су поједини барски надбискупи столовали изван подручја своје дијецезе, управљајући црквом из сусједних области. Тако је 1608. године за бискупа барског и администратор Будванске бискупије са сједиштем у Будви, био постављен натпоп столне цркве у Рабу, Марин Бици.
Када је 1622. године у Риму основана Конгрегација за ширење вјере (лат. Congregatio de Propaganda Fide) у њену надлежност је потпала и Барска надбискупија. За вријеме турске владавине, Конгрегација је помагала надбискупију и материјално и персонално. Католичко становништво у Барској надбискупији је посебно било изложено репресалијама послије 1649. године када су Млечани покушали да заузму Бар. На њиховој страни се био ангажовао и барски надбискуп Јосип Боналди, и Османлије су из освете многе католике побили, многи су тада побјегли а један дио је примио ислам. У самом граду Бару од тада више неће бити једне римокатоличке породице.
Драгоцјене податке о надбискупији из овог времена оставио је и барски надбискуп Андрија Змајевић из Пераста (1671—1694), који је 1672. обавио визитацију надбискупије, као и надбискуп Вицко Змајевић (1701—1712) током визитације (1703). Нешто касније забиљежена су и масовнија исељавања католика из Барске надбискупије. Тако је 1726. године прва већа група римокатоличких породица исељена у околину Задра, а у насеље Борго Ериззо (Арбанаси), гдје се налазио бивши барски надбискуп, а тадашњи задарски, Вицко Змајевић. Тек негдје од половине 18. вијека (од 1744) барски надбискупи се почињу настањивати унутар територије своје надбискупије, прво у Шестанима, Ливерима, а од средине 19. вијека и у Бару.

## Новије доба
Уговором у Кампоформију (1797), а потом у Бечу (1815), Аустрија добија право протектората и над католицима Барске надбискупије. Посљедњи надбискуп османског периода, Нијемац Карло Потен (администратор 1844—1855, потом надбискуп 1855—1886) је марта 1867. године пренио надбискупску столицу у Скадар, спојивши на тај начин барску и скадарску црквену институцију. Надбискуп Потен је прешао у Скадар, а у Бару ће поставити помоћног бискупа. Учествујући на Првом ватиканском концилу (1869), надбискуп Потен је захтијевао да добије своје мјесто међу примасима на основну тога што носи наслов Primas Serviae. По овлашћењу папе Пија IX, надбискуп Потен је предсједавао покрајинским црквеним сабором у Скадру 1871. године.
Прије тога, 1857. године у Бару је завршена изградња нове катедрале посвећене Безгрешном зачећу Богородице Марије. Када је у јануару 1878. године, ослобођен Бар од Османлија, заповједник отоманске војске предао је кључеве града Бара у згради Барске надбискупије. Одлукама Берлинског конгреса и међународним признањем Црне Горе, Барска надбискупија и формалноправно постаје њен интегрални дио.
Књаз Никола, свјестан историјског значаја ове вјерске институције, настојао је да поврати духовно средиште католика на начин што би елиминисао утицај страних држава, прије свега Аустрије. У том смислу, тражио је посредовање ђаковачког бискупа Ј. Ј. Штросмајера код Ватикана, ради обнове Барске надбискупије. Године 1886. потписан је конкордат између Црне Горе и Ватикана, којим је регулисан положај Барске надбискупије и статус католика у Црној Гори којих је тада било 5.000. Подручје духовне јурисдикције Барске надбискупије конкордатом је сведено на подручје унутар границе црногорске државе, јер је већ сјутрадан по ратификацији конкордата (8. октобар 1886), папа Лав XIII, издао декрет о раздвајању Барске и Скадарске надбискупије.
Промјене у том смислу настале су тек од 1913, односно 1923. године када су жупе Трабоин, Тузи и Клезна (раније припадале Скадарској надбискупији) додијељене Барској надбискупији као подручје апостолоске администрације и 1969. године када су римокатолици у плавској, гусињској и војноселој општини (раније припадали Скадарској надбискупији), булом папе Павла VI, припојени Барској надбискупији. Одмах по потписивању конкордата за барског надбискупа је постављен Шимун Милиновић (1886—1910), за чијег столовања је Барска надбискупија значајно обновљена. Папа Лав XIII је својим кодилицом од 29. марта 1887. године дозволио увођење богослужења на старословенском језику на подручју Барске дијецезе и за те потребе је штампан у Ватикану Мисал глагољицом 1892. године. Прва свечана миса на старословенском језику одржана у Барској катедрали 1895. године.
Барском надбискупу су споразумом између Црне Горе и Ватикана од 7. марта 1902. године призната сва права и повластице који су уживали и други бискупи у односу на Завод Св. Јеронима у Риму, а исте године је барском надбискупу потврђена и титула Primas Serviae. За вријеме надбискупа Николе Добречића (1912—1955), настављен је процес кадровског и материјалног обнављања Барске надбискупије. У пројектима конкордата између Краљевине СХС и Ватикана било је предвиђено да се Барска надбискупија сведе на суфрагана Београдске надбискупије и да се Примасија пренесе у Београд. Ова иницијатива је наишла на опште противљење у Црној Гори. Уз финансијску помоћ југословенске владе, 1927. године је изграђена зграда надбискупске резиденције у Бару, а 1935. је почело да ради надбискупско дјечачко сјемениште који ће са сиротиштем и забавиштем бит црквене установе које је основао надбискуп Добречић.
Послије Другог свјетског рата у државним болницама на Цетињу (1946), Бару (1947) и Подгорици (1948) почињу се запошљавати прве редовнице, а од 1965. се оснива фрањевачка мисија у Црној Гори. Фрањевцима се повјерава вођство у пет жупа у Малесији. Исте године се оснива Црногорска провинција Фрањевци Безгрешног зачећа са сједиштем на Цетињу, наредне 1966. године долазе салезијанци словенске провинције и преузимају жупу Подгорица, док 1987. у надбискупију долазе Дружбе Исусове и њима се повјерава жупа Бар. Године 1979. одржано је прво бискупско ређање након више вјекова у Барској надбискупији уз учешће 9 бискупа. У катастрофалном земљотресу исте године, оштећено је или уништено преко 50 црквених објеката Барске надбискупије.

## Надбискупска титула
Барски надбискуп се у изворима из 12. вијека јавља са титулом arciepiskopus sclavensis, а од 1475. године се јавља и титула totius serviae primas. На екуменском концилу у Триенту 1551. године, барски надбискуп се потписао титулом Archiepiscopus Antibarensis, regni Serviae primas, док је барски надбискуп, Иван VII Бруно, Улцињанин потписао декрете Тридентинског општег концила као надбискуп барски и примас Србије. Вићенцо Змајевић, на народном сабору у Бару 1702. године је имао титулу Diocleciensis, totius regni Serviae Primas, visitator Albanie. док је надбискуп Карло Потену издато посебно рјешење (14. фебруар 1870) којим му је потврђена титула и дозвољено да на саборима сједи међу примасима (додијељено му је друго мјесто до примаса Германије). Званичан назив титула надбискупа Шимун Милиновића и Николе Добречића је гласио: Archiepiscopus Antibarensis seu Dioclensis, totius regni Serviae Primas, мада су се они потписали и титулом архибискуп барски и примас српски. До данас је Барском надбискупијом управљао 61 надбискуп, од којих су многи оставили значајан траг у политичком, јавном, духовном и културном животу Црне Горе.

## Територије барске надбискупије
Марин Бици 1610. године у свом путопису Софију и Ћипровце смијешта у Србију и у границе Барске надбискупије.
Надбискуп Марко III Ђорга (крај 17. вијека) је писао да се Барска дијецеза простире по дужини од 57 миља имајући на истоку за границу Скадарску дијецезу која почиње од села Широке а на западу област Будванског викаријата, коме је граница морски рт Завала. Данас се територија Барске надбискупије (која је само насловна надбискупија) ограничава на територију Црне Горе без простора Которске бискупије, тј. без Боке Которске, Будве и Паштровића, и без некада самостана Ратац. Которска бискупија пада под јурисдикцију Сплитско-макарске надбискупије због чега неки католици Барске надбискупије (нпр. Иван Јововић, предсједник огранка Матице црногорске за Бар) негодују.